# Чивита д'Антино Скало (Л'Аквила)
Чивита д'Антино Скало (итал. Civita d'Antino Scalo) је насеље у Италији у округу Л'Аквила, региону Абруцо.
Према процени из 2011. у насељу је живело 186 становника. Насеље се налази на надморској висини од 442 м.